# Dietmar Sehrig

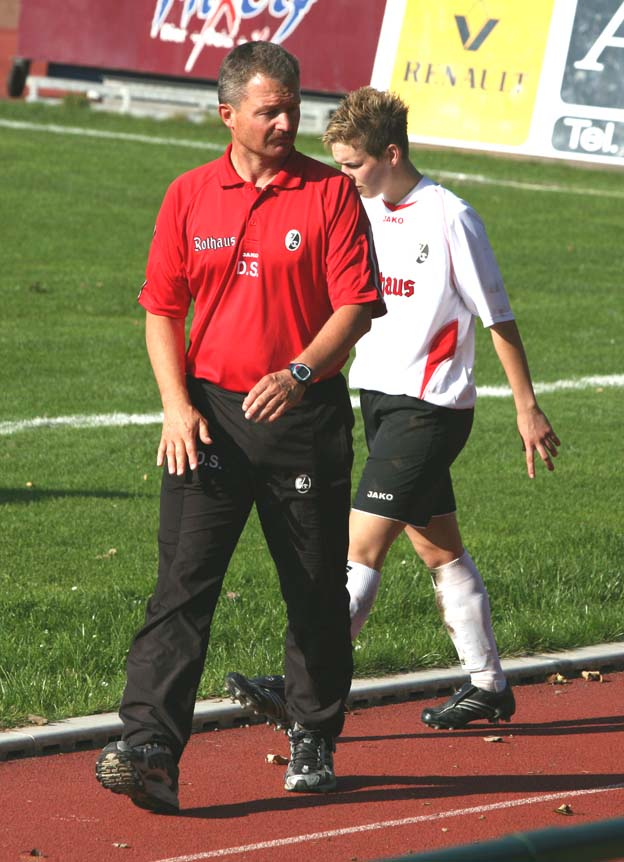
Dietmar Sehrig (2006)

Dietmar Sehrig (* 7. Oktober 1961) ist ein deutscher Fußballtrainer.

## Karriere
Sehrig spielte als Torwart beim SC Geislingen. Später war er in Geislingen als Jugendtrainer und später als Trainer der Oberligamannschaft tätig. Zwischen 2001 und 2004 trainierte er erstmals im Frauenbereich beim FV Faurndau (Oberliga Baden-Württemberg). 2005 wurde er schließlich Trainer des Frauen-Bundesligisten SC Freiburg. Dieses Amt übte er bis zum 12. Oktober 2007 aus, ehe sich der Verein nach einem misslungenen Saisonstart als Tabellenletzter von ihm trennte. Im Februar 2008 verpflichtete der Zweitligist VfL Sindelfingen Sehrig als Nachfolger von Günter Rommel. Von Juli 2008 bis 8. September 2008 war er Trainer der Fußball-Oberligisten VfL Kirchheim. Seit Winter 08/09 Trainer des VfR Süssen. In der Saison 2012/13 war er Trainer des FFV Heidenheims, diese spielte mit ihm in der Landesliga und verpasste knapp den Aufstieg in die Verbandsliga. Zur Saison 2013/14 übernahm Sehrig wieder das Traineramt bei der Frauen-Bundesligamannschaft des SC Freiburg. Am 4. Februar 2015 kündigte Sehrig seinen Rücktritt als Trainer zum 30. Juni 2015 an.

## Privat
Sehrig ist verheiratet und hat drei Kinder. Seit 1979 ist er Polizeibeamter. Derzeit ist Sehrig wohnhaft in Heidenheim.